# Isthaberg
Der Isthaberg ist ein 523,1 m ü. NHN hoher Inselberg der Ostwaldecker Randsenken, im Westhessischen Bergland, Landkreis Kassel, Nordhessen (Deutschland). 

## Geographie

### Lage
Der Isthaberg erhebt sich im Naturpark Habichtswald etwa 3 km (Luftlinie) ostsüdöstlich der Kernstadt von Wolfhagen und direkt nördlich von dessen Stadtteil Istha. Auf seiner Nordabdachung liegen die Dörfer Philippinenburg und -thal (zu Wolfhagen). Nördlich fließt der kleine Lohbach als Zufluss der Erpe in Südost-Nordwest-Richtung am Berg vorbei. Östlich des Bergs liegt die Wüstung Büttelsen, auf seiner Südostflanke die Felsgruppe des Naturdenkmals Bilstein, südlich Istha als südöstlicher Stadtteil von Wolfhagen und südwestlich die Wüstung Strucke. Istha wird vom Limeckebach durchflossen, der den Berg südlich und westlich als Zufluss des Mühlenwassers (Erpe-Zufluss) umfließt. Nordwestlich des Bergs befindet sich der Ofenberg (372,5 m) mit dem Ofenberg-Turm. Nordnordwestlich schließt sich als Nordausläufer des Bergs der unbewaldete Helfenberg (366,2 m) mit der Burgruine Helfenberg an.
Die Berg- bzw. Hügelgruppe von Ofenberg, Festberg, Helfenberg und Isthaberg wird örtlich auch als „Wolfhager Schweiz“ bezeichnet.

### Naturräumliche Zuordnung
Der Isthaberg bildet in der naturräumlichen Haupteinheitengruppe Westhessisches Bergland (Nr. 34) in der Haupteinheit Ostwaldecker Randsenken (341) den Naturraum Isthaberg (341.35). Er gehört mit dem direkt nördlich befindlichen Altenhasunger Graben (341.33), der unmittelbar südlich gelegenen Isthaebene (341.34) und der etwas westlich liegenden Ehringer Senke (341.30) zum Wolfhager Hügelland (341.3). Nach Osten leitet die Landschaft zu den etwas entfernten Hinterhabichtswälder Kuppen (342.2) über.

## Landschaftsbild
Auf dem wuchtigen Isthaberg, auf dessen Südflanke sich ein Grillplatz und eine Schutzhütte nebst Wanderparkplatz befinden, breitet sich das unter anderem von Buchen bestandene Waldgebiet des Staatsforsts Wolfhagen aus, der von Forst- und Wanderwegen durchzogen ist.

## Leuchtfeuerturm-Fundamentrest

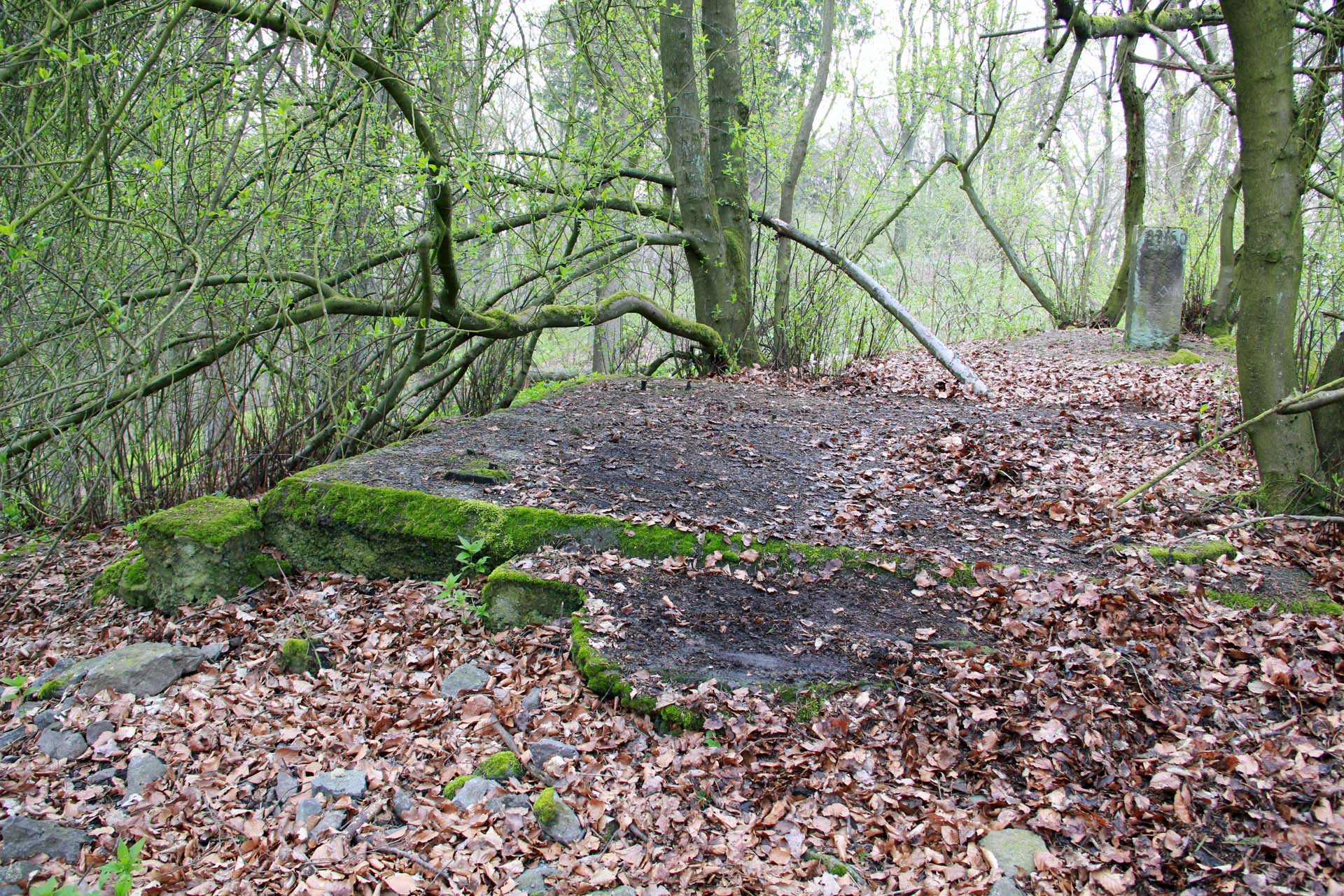
Fundamentrest des Leuchtfeuerturms Isthaberg

Auf der Kuppe des Isthabergs wurde im Deutschen Reich zur Zeit des Nationalsozialismus im Juli 1934 von der Deutschen Lufthansa ein Leuchtfeuerturm für die Reichsflugsicherung errichtet. Im Zweiten Weltkrieg (1939 bis 1945) wurde der etwa 19 m hohe Turm in der Zeit, als es noch keine funkunterstützte Flugnavigation gab, von der Wehrmacht genutzt. Der Turm, dessen Bauweise jener heutiger Hochspannungsmasten aus Metall ähnelte, wurde Ende 1954 oder Anfang 1955 abgerissen. Übrig geblieben ist als Fundamentrest nur die heutzutage zwischen Buchen befindliche und von Bäumen bestandene sowie von Gestrüpp überwucherte Betonplatte, auf welcher der Turm stand; im Volksmund ist sie als „Platte auf dem Isthaberg“ bekannt.